# Georgina Brandolini d'Adda
Georgina Brandolini d'Adda, Contessa di Valmareno (tên khai sinh: Công chúa Georgina Maria Natividad de Faucigny-Lucinge et Coligny; 23 tháng 12 năm 1949) là một nhà thiết kế và điều hành thời trang người Brazil gốc Pháp.

## Tuổi thơ và đời tư
Công chúa Georgina Maria Natividad de Faucigny-Lucinge et Coligny sinh ngày 23 tháng 12 năm 1949 tại Rio de Janeiro. Cha bà là Hoàng tử Jean-Louis de Faucigny-Lucinge, một quý tộc người Pháp, và mẹ bà là Sylvia Regis de Oliveira, một nhà ngoại giao người Brazil. Bà lớn lên ở Paris. Ngày 12 tháng 6 năm 1975, bà kết hôn với Rodrigo Tiberto Brandolini d'Adda, Conte di Valmareno, một quý tộc người Ý, là con trai của Cristiana Brandolini d'Adda và cháu trai của Gianni Agnelli, trong một lễ cưới Công giáo tại nhà thờ St. Thomas Aquinas ở Paris, trở thành nữ bá tước của Valmareno. Họ có hai con, Donna Cornelia Brandolini d'Adda và Donna Bianca Brandolini d'Adda. Cặp đôi chia thời gian sống giữa các ngôi nhà ở Geneva và Trancoso, Bahia.
Năm 2011, Nữ bá tước Brandolini d'Adda đã đệ đơn kiện để ca sĩ João Gilberto bị đuổi ra khỏi căn hộ mà cô sở hữu ở Leblon.

## Sự nghiệp
Nữ bá tước Brandolini d'Adda đã làm việc như một thực tập sinh cho Dior khi bà được giới thiệu với nhà thiết kế thời trang người Ý Valentino Garavani trong một lễ hội Carnival ở Rio de Janeiro. Bà làm việc cho Valentino trong hai mươi năm như một nghệ sĩ thơ ca, trợ lý cá nhân, và giám đốc quan hệ đối ngoại và công chúng.